# آکیهیرو یوشیدا
آکیهیرو یوشیدا (انگلیسی: Akihiro Yoshida؛ زادهٔ ۲۸ مهٔ ۱۹۷۵) بازیکن فوتبال اهل ژاپن است.